# Château de Nemours
 (juillet 2022).
Le château de Nemours est un ancien château-fort, devenu le Château-Musée de Nemours depuis 1903, situé dans la commune de Nemours dans la région naturelle du Gatinais et à l'extrême sud-est du département de Seine-et-Marne en région Île-de-France.
Il constitue un ensemble d'époque médiévale initié au XIIe siècle particulièrement bien conservé qui a été classé au titre des Monuments historiques le 10 février 1977.

## Situation
Le château de Nemours se situe à mi-chemin entre Fontainebleau et Montargis, le long de la rive gauche du Loing et à hauteur d'un ancien passage à gué. Il est ceint par la rivière sur trois de ses quatre faces ce qui lui offre une protection naturelle.
Situé aux marches du royaume de France il constitue un des verrous de protection des rois de France face au puissant comté de Champagne alors ennemi.
L'édifice possède également la particularité d'être l'un des seuls châteaux de ville en Île-de-France parvenus quasiment dans son intégralité jusqu'à nous. Ses anciennes dépendances et sa cité médiévale sont également particulièrement bien conservées et lisibles aujourd'hui.

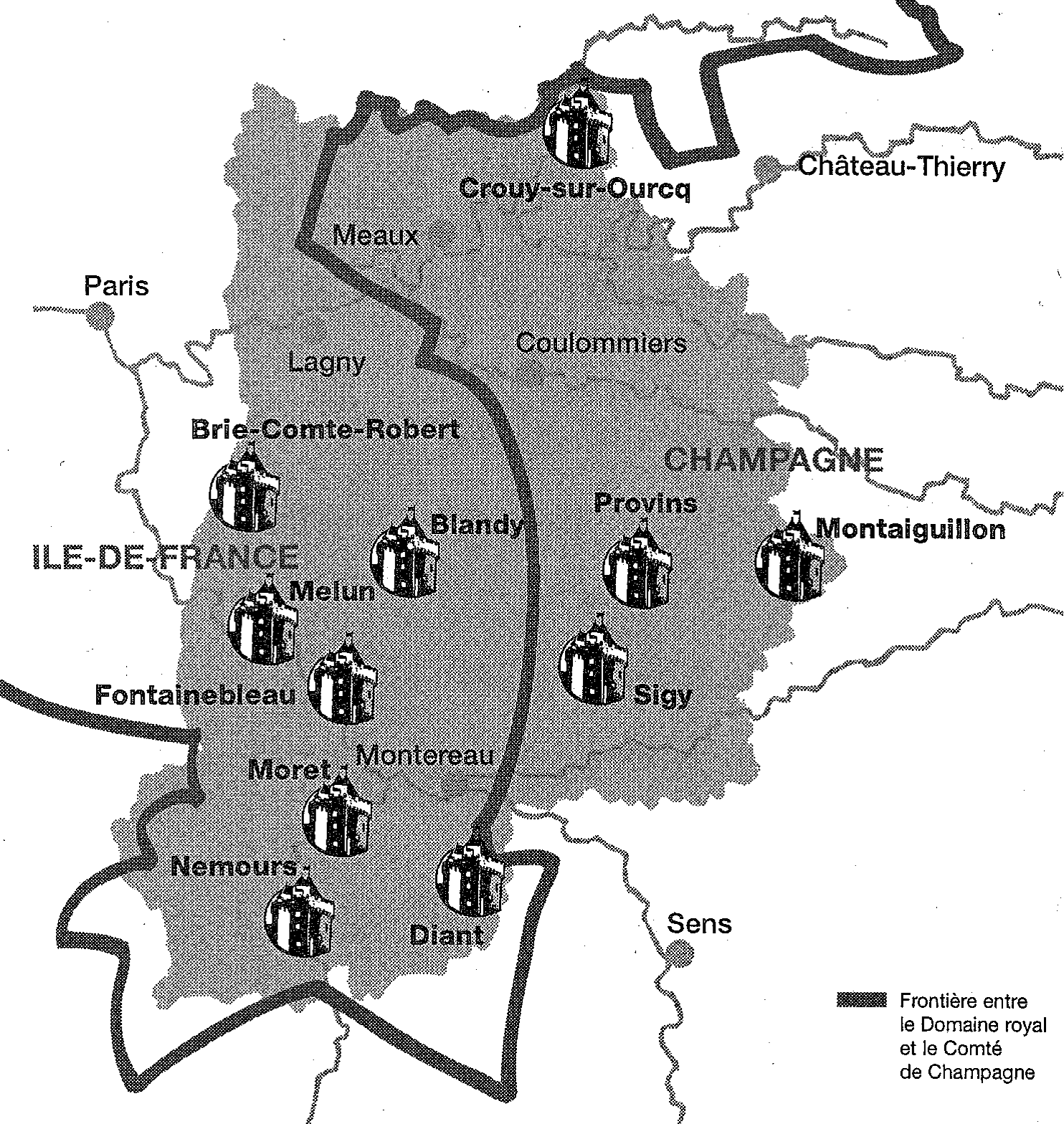
Frontière entre le domaine royal et le comté de Champagne + localisation de Nemours.

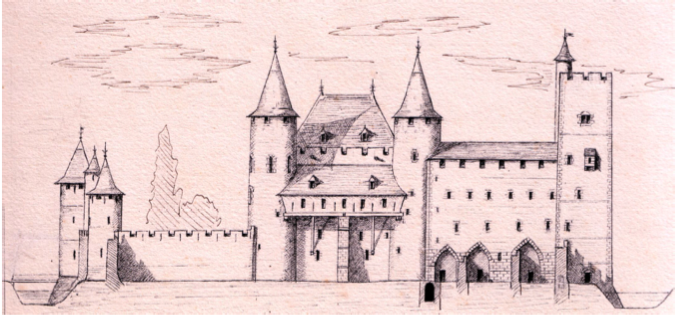
Le château de Nemours au Moyen Âge avec donjon, coursive en bois, galerie et tour de guet.

## Histoire

### XIesiècle: premier château hypothétique
Au XIe siècle, la ville de Nemours appartient au comté de Gâtinais dont le seigneur, le vicomte du Gâtinais, installé à Château-Landon, fait allégeance au roi de France en devenant son vassal en 1068.
À la mort du vicomte Foulques en 1126, le roi de France Louis VI démembre la vicomté à la suite de troubles et devient le seigneur en titre. Cependant, malgré ce passage à la couronne royale, le troisième fils de Foulques, Orson, est installé comme gouverneur et siège à Nemours.
Un hypothétique château aurait pu être construit à cette période pour marquer l'installation d'Orson comme seigneur de la ville mais il n'en reste aucun vestige ni aucune information.

### XIIesiècle: édification du château actuel
Le château actuel est vraisemblablement l'œuvre de Gauthier Ier de Villebéon.
Ce modeste fonctionnaire de la Cour, seigneur de Beaumont-du-Gâtinais et de La Chapelle-Gauthier, hérite du fief de Villebéon par sa mère ce qui lui permet de se battre aux côtés du roi lors de la deuxième croisade. Au retour, il épouse en 1149 Aveline de Château-Landon, fille d’Orson ce qui fait de lui le seigneur de Nemours et, en récompense des services rendus, devient chambellan du roi de France sous Louis VII puis sous Philippe-Auguste.
Cette nouvelle situation exige la construction d'un château signifiant son autorité et digne de sa nouvelle charge. Le chantier se déroule alors entre les années 1160 et 1190 et comprend également l'édification de l'église Saint-Jean-Baptiste de Nemours.
Du fait de sa position stratégique, au passage d’un gué, aux marches de la Champagne, région alliée de l’Angleterre et ennemie du royaume de France, le château constitue un péage pour les personnes et les marchandises.

### XIIIesiècle: ruine économique des Villebéon et vente au roi de France
En 1274, le seigneur de Nemours, Philippe III de Villebéon, est contraint de vendre le comté et le château.
Les croisades ont ruiné la famille, les alliances avec la Champagne et les frontières ont changé et le rôle de péage de Nemours rapporte beaucoup moins tandis que les bailliages ne rapportent pas suffisamment.
Le roi de France Philippe III le Hardi qui cherche par ailleurs à étendre le domaine royal intègre le comté dans son giron.

### XVesiècle: des Navarre aux Armagnac
En 1404, Nemours est transformé en duché-pairie par Charles VI, qui offre ces terres à Charles III de Navarre, en échanges de terres appartenant à ce dernier. Cette session implique toutefois un droit de réversion des bailliages au trésor royal.
Le château est occupé par la famille de Navarre et reste sous son contrôle jusqu'en 1461, lorsque Éléonore de Bourbon, seule héritière de Charles III de Navarre, devient duchesse de Nemours en épousant Bernard de Pardiac.

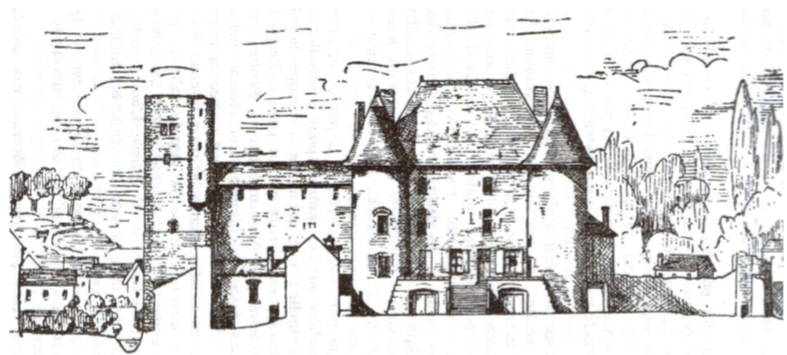
Le château de Nemours au XVIIIe siècle après les travaux d'embellissement.

Leur fils, Jacques d'Armagnac, devient duc de Nemours à partir de 1464 et transforme le château-fort en résidence de plaisance. Il subdivise le premier étage en deux étages distincts, détruit les deux grandes cheminées pour en faire quatre (deux par étage), élimine la coursive extérieure, perce le château de fenêtres et l'enrichit d'un décor, notamment accolades, bases prismatiques et riches moulures qui encadrent les baies.
Jacques d'Armagnac est exécuté pour trahison en 1477. Le roi confisque les biens des Armagnac mais Charles VIII redonne le territoire de Nemours à la famille, qui le possède jusqu'en 1503.
Le château est possédé ensuite par la famille de Foix (1507-1512). Peu après la mort de Gaston de Foix, en 1515, le roi François Ier fait don du duché de Nemours à Julien de Médicis. Ce dernier meurt un an après et le château repasse à la couronne pour ensuite parvenir dans les mains de la famille  de Savoie, qui en a possession de 1528 à 1657. Parmi les ducs de Nemours Jacques de Savoie est particulièrement connu comme héros du roman de Madame de La Fayette, La Princesse de Clèves, où il est décrit comme l'homme le plus beau de la Cour, tant à être considéré comme « chef- d’œuvre de la nature ».
On attribue aussi à la famille Savoie-Nemours des travaux d’embellissement du château, comme l'aménagement de jardins d'agrément ainsi que d'une aire pour le jeu de paume.

### XVIIesiècle: prison et tribunal

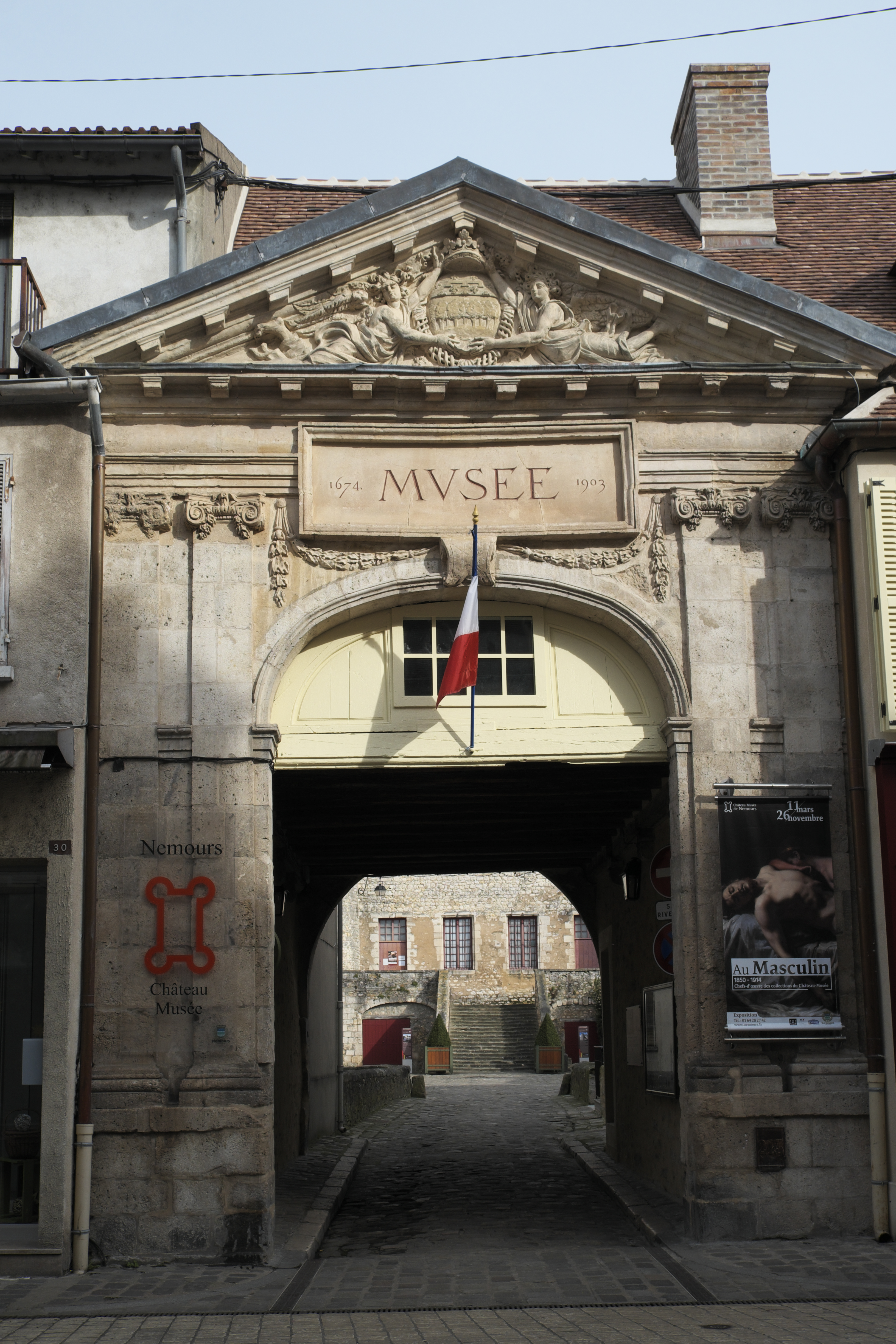
Porche du château de Nemours, rue Gautier 1er.

En 1672, Louis XIV, le Roi-Soleil, donne le château en apanage à son frère Philippe d'Orléans, dit « Monsieur ».
Celui-ci transforme l'édifice en lieu de « juridiction du bailliage, de l'élection et de l'hôtel de ville », les cachots en sous-sol, déjà présents au Moyen Âge sont alors réaménagés à partir de 1644 ainsi que le bâtiment du geôlier qui contient lui aussi des cellules.
Un perron monumental répond à la nécessité d'un accès direct au rez-de-chaussée, tandis que le portail côté rue donne une plus grande noblesse à l'entrée de la haute-cour, suivant les principes de symétrie et harmonie classiques.

### XIXesiècle: école, théâtre, salle de bal, magasins
Après la Révolution, le château est vendu comme bien national en 1810 avec autorisation de l'Empereur Napoléon Ier
. Il est acheté par Anne-Antipas Hédelin, alors maire de Nemours, qui le revend l'année suivante à la municipalité, réalisant une plus-value substantielle dans le cadre de la transaction. La mairie en fait une école publique, puis le château devient dans un premier temps, une salle bal au rez-de-chaussée, une salle de spectacle au premier étage tandis que d'autres espaces sont loués à des commerçants mais il reste assez mal entretenu jusqu’au XXe siècle.
En 1894, le sculpteur Auguste Rodin, alors à la recherche d'un nouvel espace pour créer un atelier, obtient l'autorisation de la mairie de louer le château. Il règle le loyer pour une période d'un an, sans occuper les lieux. L'année suivante, ses choix l'orientent vers Meudon et la Villa des Brillants.
En 1901, renouvelant sa première demande de 1884, le sculpteur nemourien Justin-Chrysostome Sanson obtient de la municipalité l'autorisation d'effectuer quelques menus travaux dans le château afin d'envisager d'y installer une partie de ses créations. Ces derniers aboutiront en 1903 à l'ouverture du Château-Musée de Nemours.

## Architecture

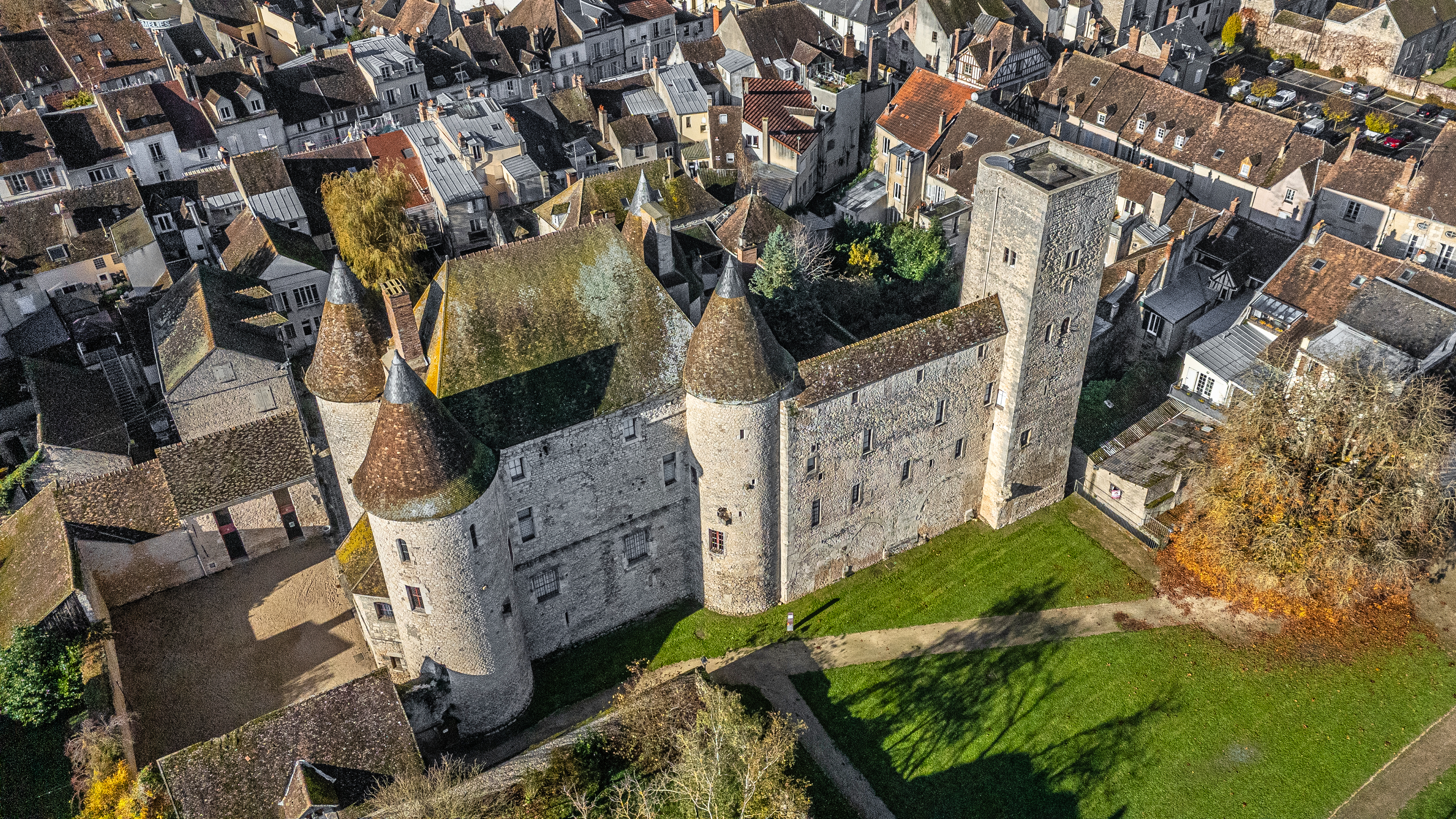
Vue aérienne du château de Nemours

### Le donjon
De plan rectangulaire flanqué de quatre tourelles d'angles, le donjon du château se composait au Moyen Âge de trois niveaux au lieu de quatre plus tard : le sous-sol, le rez-de-chaussée surélevé et le premier étage.
Le premier niveau, correspondant au sous-sol, se constituait d'une salle basse à pilier central. Sans accès de plain-pied, on y accédait par le second niveau. Cet espace était sans doute affecté au stockage (cellier ou réserve).
On pénétrait au sein du second niveau par une porte ménagée sur la façade ouest à laquelle on accédait probablement par une passerelle en bois depuis la cour. Cet étage était en partie résidentiel, comme le suggère la présence de latrines et de lavabos ou encore la baie à meneau située dans la tourelle nord-ouest.

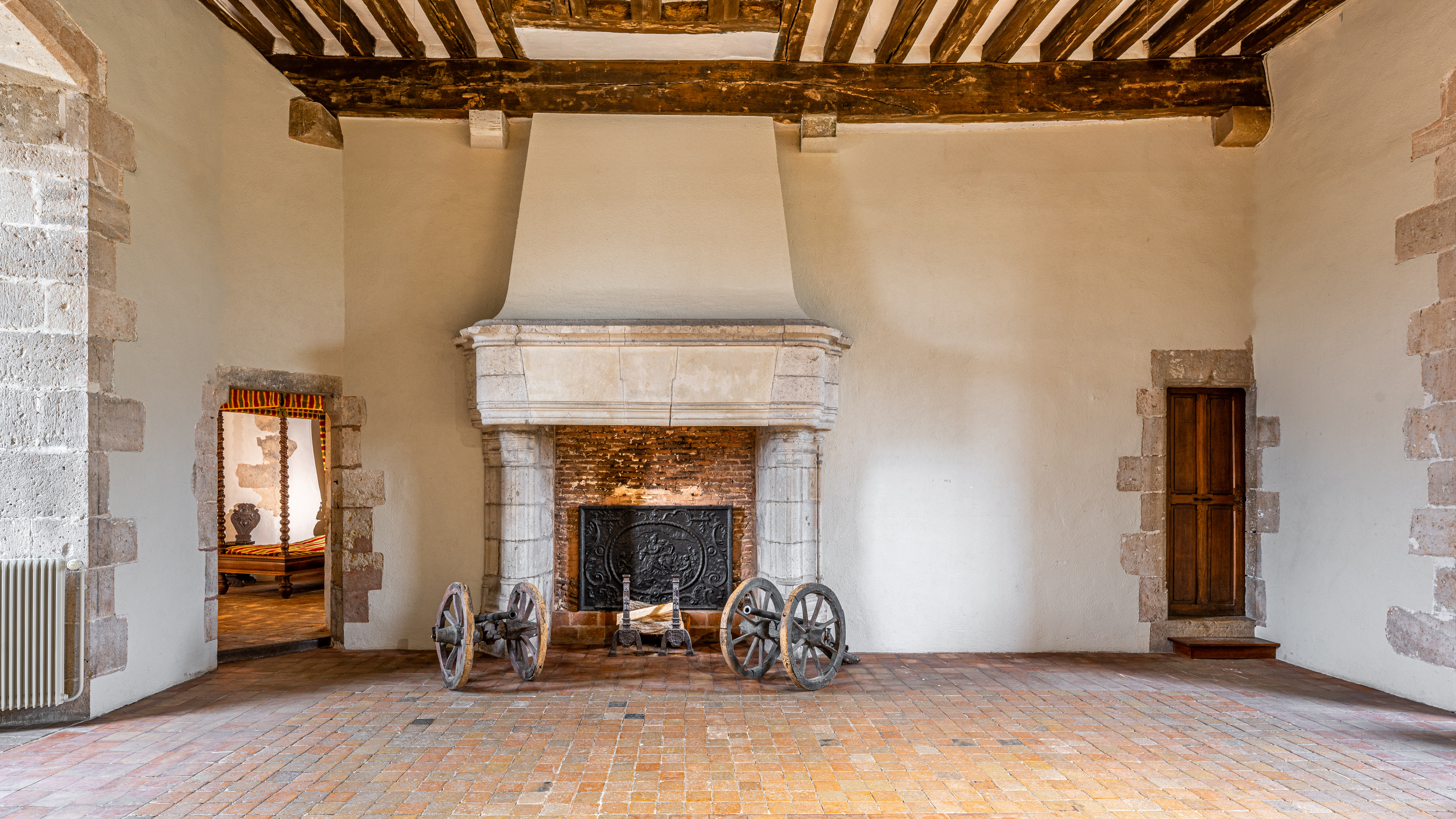
Vue d'une cheminée du château de Nemours

Le dernier niveau constituait l'étage du seigneur et le lieu de résidence de sa famille, doté de deux grandes cheminées son plafond mesurait 8 mètres de haut. La présence de deux cheminées, attestée par la trace des anciens conduits, et de l'oratoire privé du seigneur le prouvent. Le corps central et les tourelles, surélevées de quatre mètres, étaient vraisemblablement crénelés.
Sur ce niveau, on trouve encore l’oratoire du château dans la tour sud-est du donjon : joyau architectural construit à la charnière entre l’architecture romane et gothique. La présence des latrines, attestées par des ouvertures excavées dans la tour nord-est et ensuite dans la tour de guet, témoigne une certaine aisance, ce qui suggère le statut d’extraordinaire importance du seigneur.

#### L'oratoire
Édifié à une période de transition, entre la fin du règne de Louis VII et le début de celui de Philippe II, la construction de l'oratoire n'a pas pu être datée précisément car aucune archive connue ne la mentionne. Cependant, l'étude de l'architecture et du décor sculpté de l'oratoire constituent un bon indicateur pour la situer à la période de transition entre roman et gothique.
Son architecture s'organise autour d'un double effet de verticalité et d'horizontalité qui marque l'espace et contribue à donner une harmonie propice au recueillement. Le style roman se retrouve au travers des chapiteaux tous différents et figurant notamment des feuilles d'acanthe stylisées, seules ou conjuguées d'un rinceau, nervées ou non. Cependant, la finesse du ciseau et le naturalisme qui s'en dégagent évoquent déjà le style gothique et son observation plus directe de la nature. Le gothique international naissant se traduit par un élan vertical (on parle d'élan vers Dieu) et l'utilisation d'ogives de huit mètres de haut et comportant sept voûtains autorisant l'entrée abondante de la lumière. La clé est percée de trous d'accroche pour un lustre.
Les trois murs sont décorés de deux niveaux superposés d'arcatures brisées : trois aveugles en moitié basse et deux percées de fenêtres hautes diffusant la lumière. Les ébrasements sont profonds. Les lignes horizontales sont données par les banquettes et par le bandeau mouluré séparant les deux niveaux. Dans l'axe de la pièce, une niche indique l'emplacement d'un autel disparu, tout comme les vitraux d'origine.
Des traces de polychromie sont conservées sur certains chapiteaux rappelant ainsi l'habitude médiévale de peindre tous les ornements de pierre intérieurs comme extérieurs.

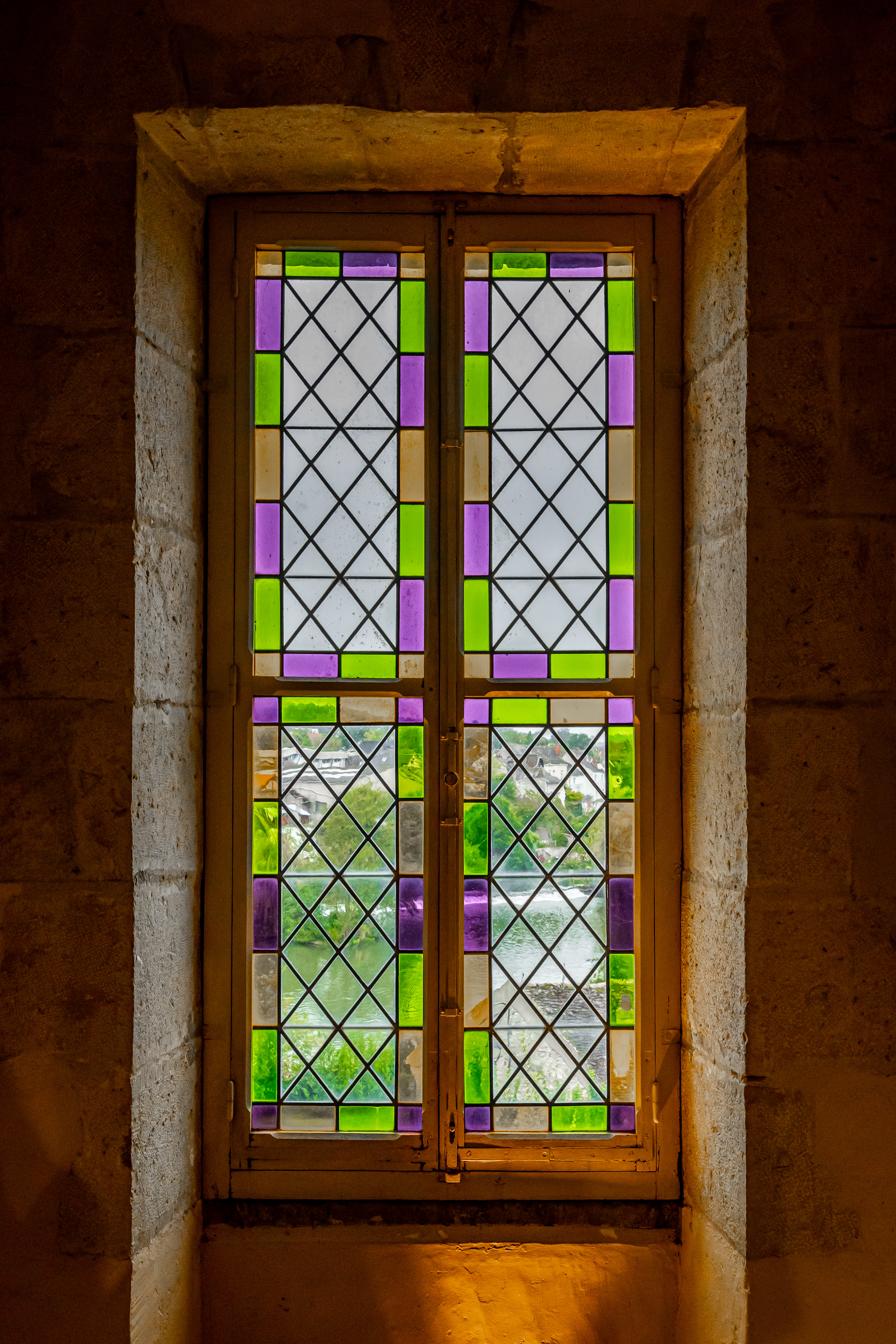
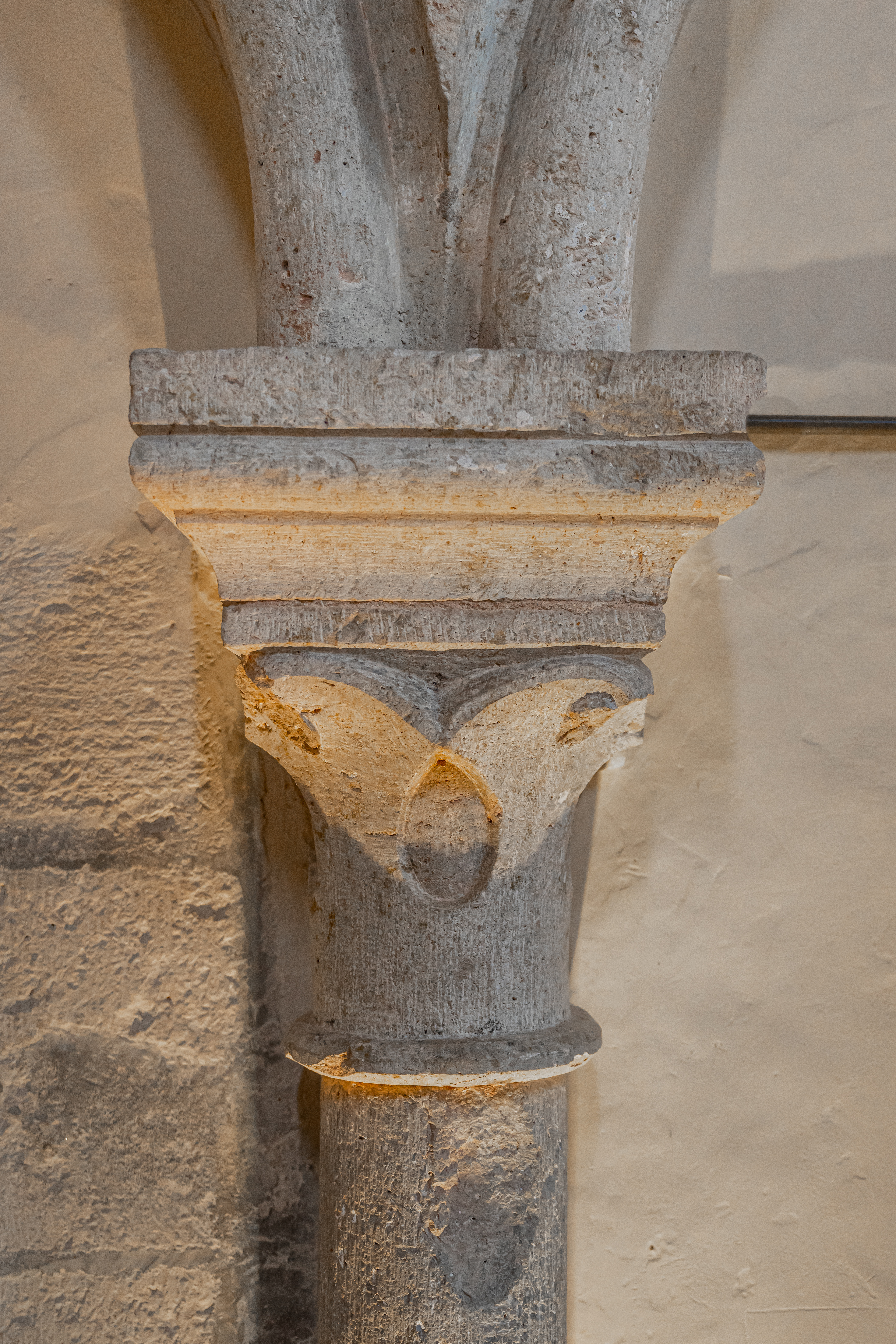
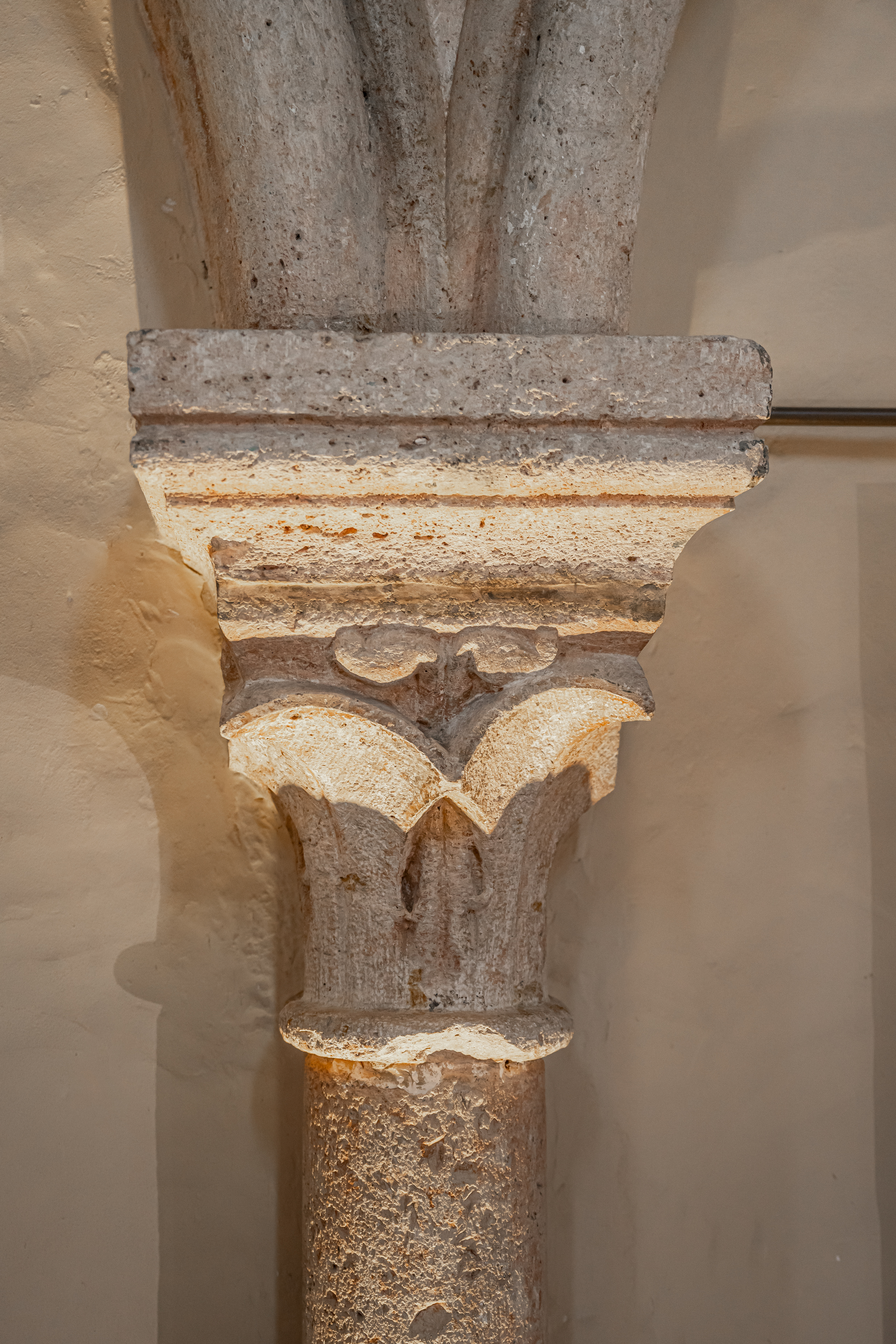
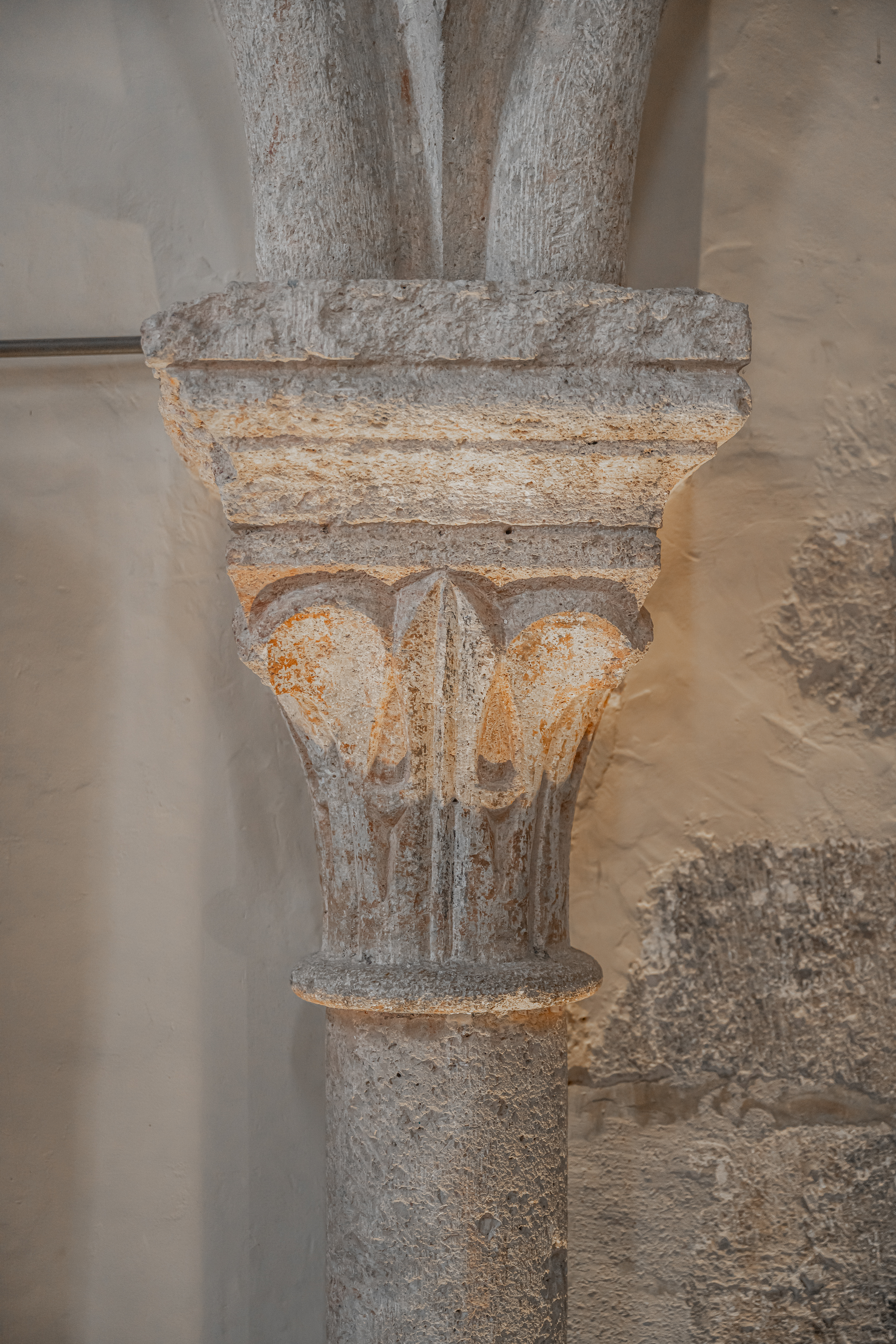
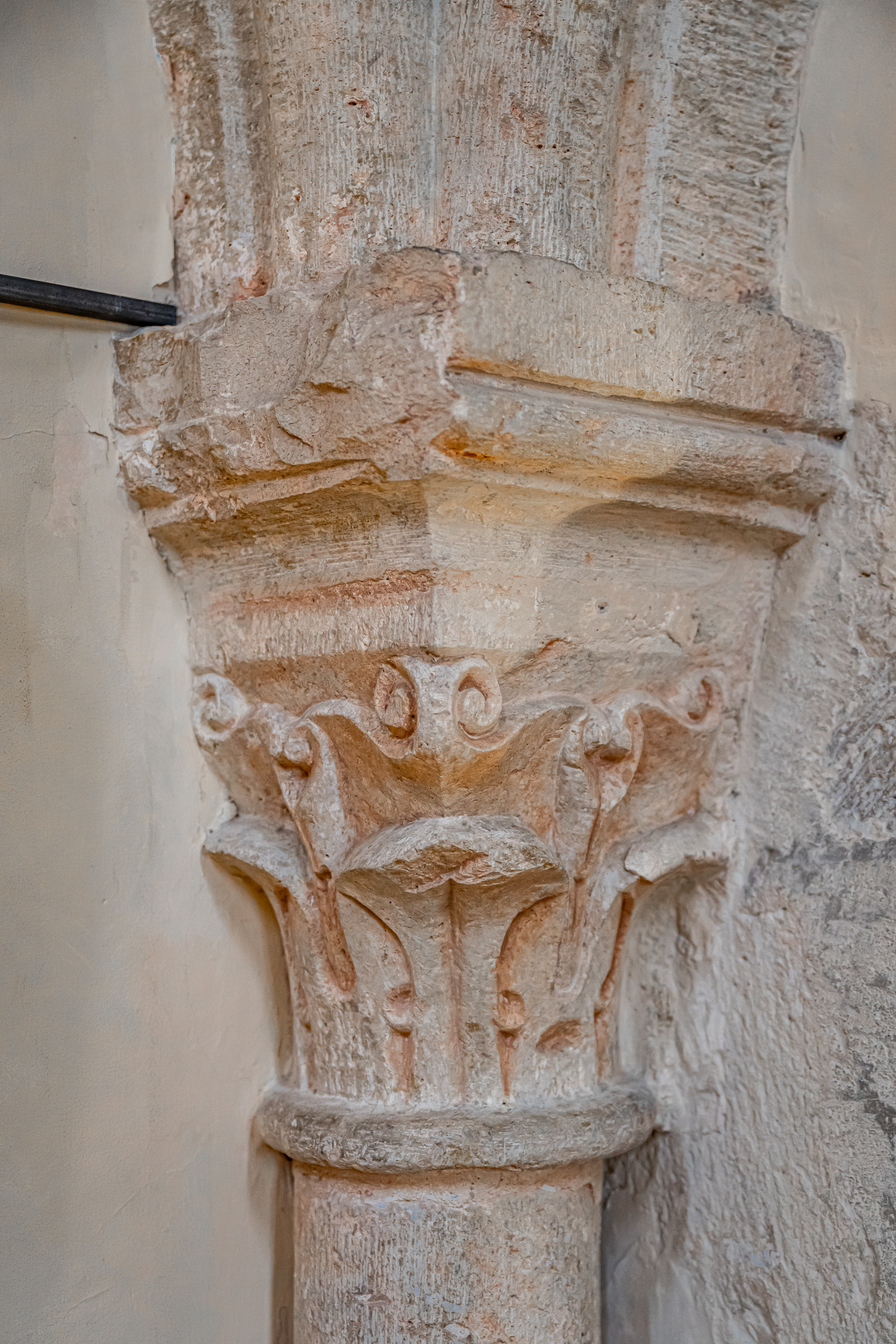
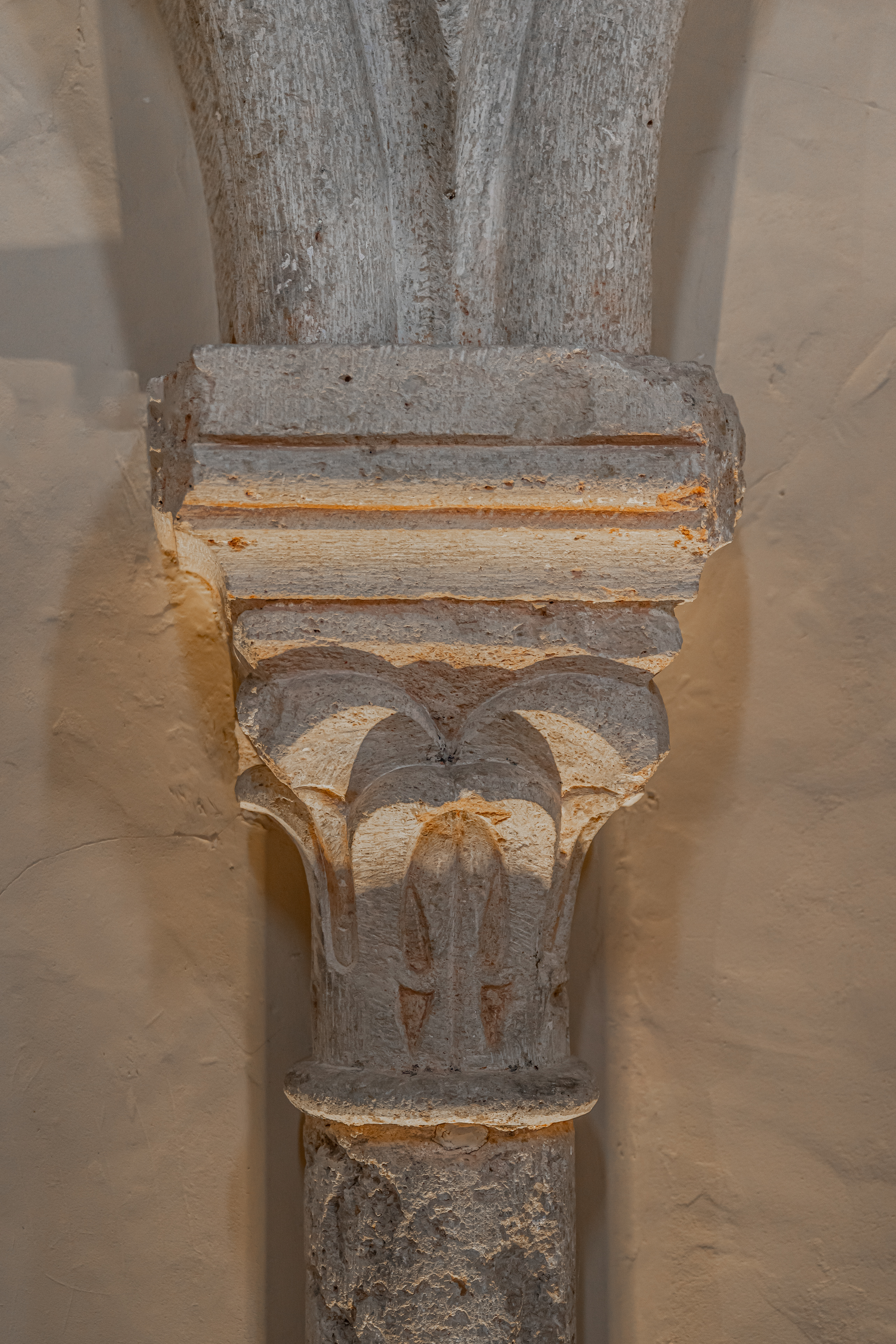
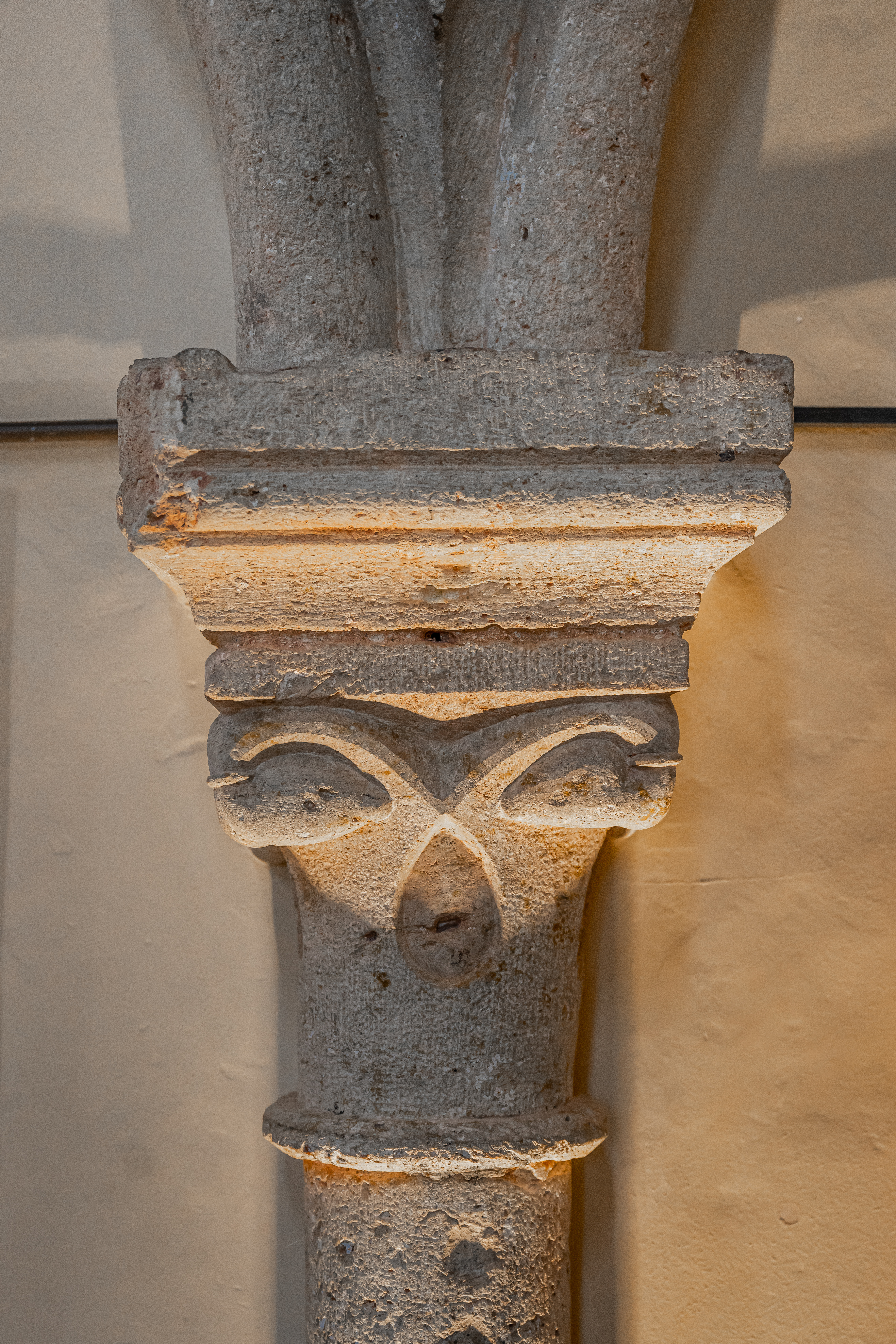

### La galerie et la tour de guet

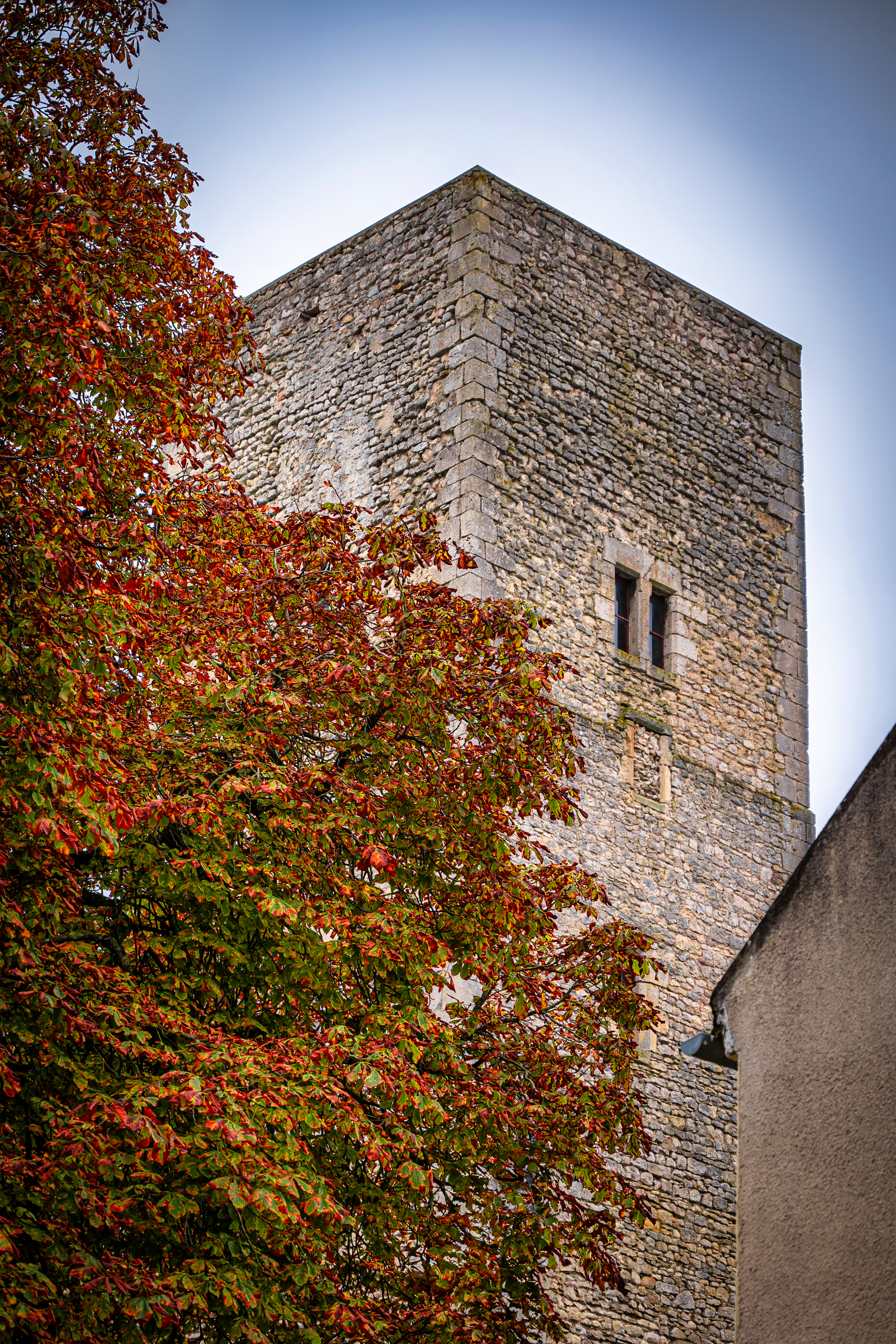
Tour de guet.

La galerie s'élève sur cinq niveaux tandis que la tour de guet comptait sept niveaux et culminait à 30 mètres.
Afin de contrôler encore mieux la rivière du Loing, une coursive en encorbellement de bois -aujourd’hui disparue- était adjointe au donjon du château sur trois de ses cotés. L’élévation extérieure du château a été modifiée au fil du temps : le donjon et les tourelles du donjon, auparavant crénelés, ont été dotés d’une toiture et les tourelles ont été abaissées au niveau du corps central au XVIIe siècle.

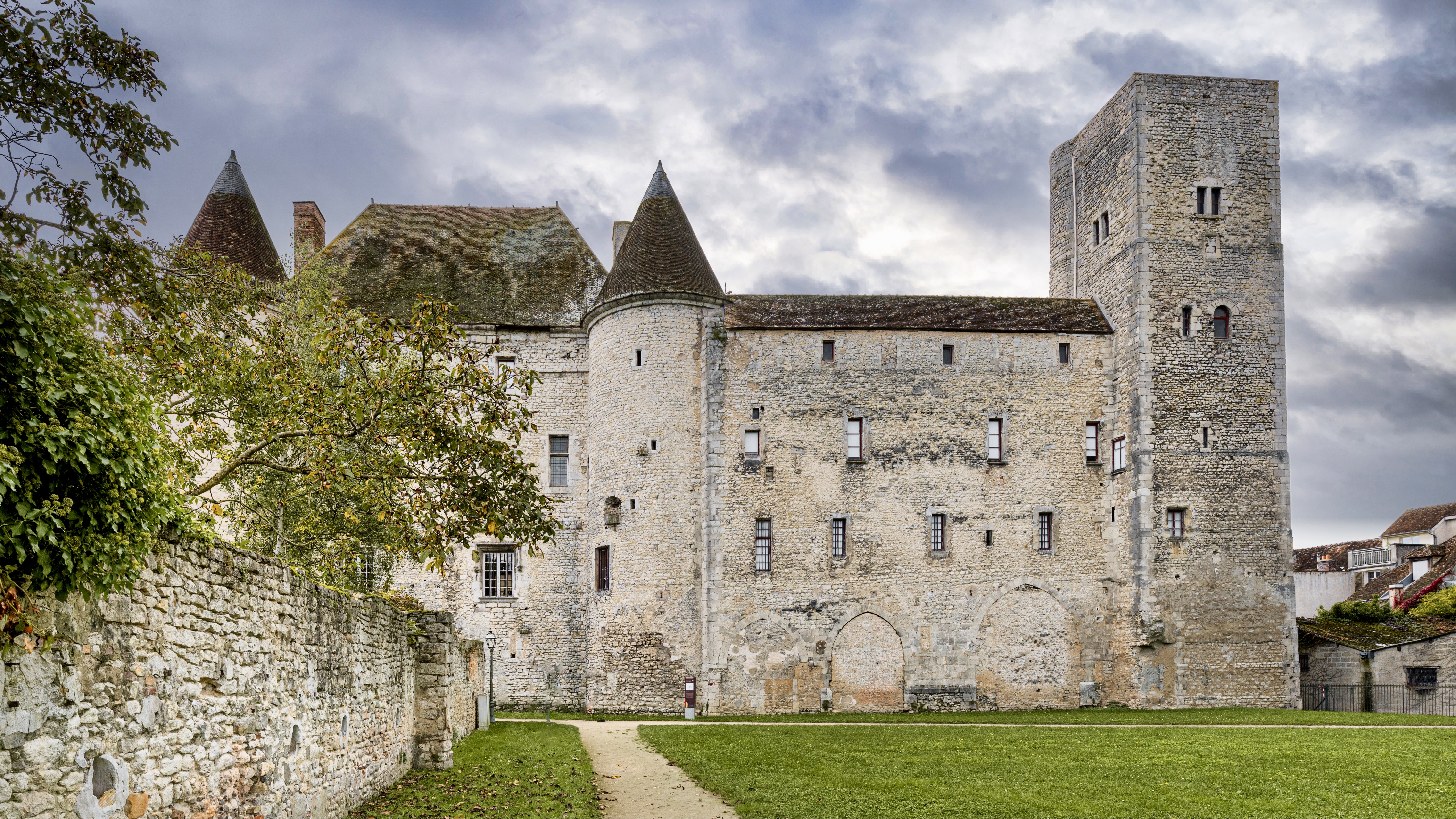
Galerie et tour de guet

Les baies à meneaux et les coussièges, ménagés dans les ébrasements de fenêtres du sixième niveau, montrent un certain confort pour ces étages probablement dévolus à la surveillance et à la défense. Le sommet était lui-aussi crénelé. Les niveaux supérieurs étaient destinés à la circulation et également à la surveillance.
Trois arcs brisés sont discernables au niveau bas de la galerie. Anciennement percés, ils permettaient sans doute d'assurer l'accès entre la cour et le jardin.
Une fosse à latrine est conçue tout en bas de la tour de guet et recevait les défections des latrines installées en partie inférieure de la tour.

### Lieux d'inspirations
Depuis le XIXe siècle, le château inspire les artistes. Plusieurs peintres le représentent dans leurs compositions, comme Eugène Bléry, Ernest Marché, Bernard Boutet de Monvel, Achille Varin, Roger Delaporte, Bernard Buffet, etc. Victor Hugo, de passage à Nemours en 1844, réalise un croquis du château et donne également une description : « Le château que j’ai revu depuis que j’ai commencé d'écrire ces lignes est un peu moins champêtre que je ne croyais. Il appartient à la ville qui le loue à divers fermiers et en tire parti comme elle peut. On a fait des caves une prison, du rez-de-chaussée une salle de danse et du premier étage un théâtre ; ce qui n’empêche pas les poules et les pigeons. Les pauvres prisonniers gémissent en bas, la pochette fredonne à l'entresol, le vaudeville roucoule à côté du colombier. Une sécherie de laines occupe les combles. N'y a-t-il pas quelque chose de profondément triste dans cette niaise manie d'utilité qui possède les conseils municipaux et qui fait ainsi d'un antique manoir historique je ne sais quel édifice arlequin ? ».
Au XXe siècle, le château sert à plusieurs reprises comme décor pour des films ou des séries :
- en 1954, Cadet-Rousselle d'André Hunebelle ;
- en 2006, Nous nous sommes tant haïs de Franck Appréderis ;
- en 2014, pour France 2, Nicolas le Floch, épisode 11, Le cadavre anglais de Philippe Bérenger avec Jérôme Robart et Mathias Mlekuz ;
- en 2015, pour France 2 Nicolas le Floch, épisode 12, Le noyé du Grand Canal de Philippe Bérenger avec Jérôme Robart et Mathias Mlekuz[5].

Plus récemment, en 2021, le château sert de décors pour Le Rouge et le Noir de Stendhal, monté en ballet par Pierre Lacotte pour l'Opéra Garnier de Paris et, en 2022, un épisode À Toute Berzingue ! y est tourné par Lorànt Deutsch dans le cadre du Festival départemental de Seine-et-Marne « Emmenez-moi », tandis qu'un épisode de la Vie de château pour Figaro TV Île-de-France lui est consacré.
En 2024, il figure parmi les 20 châteaux d'Île-de-France à visiter selon Le Parisien.

## Vues aériennes

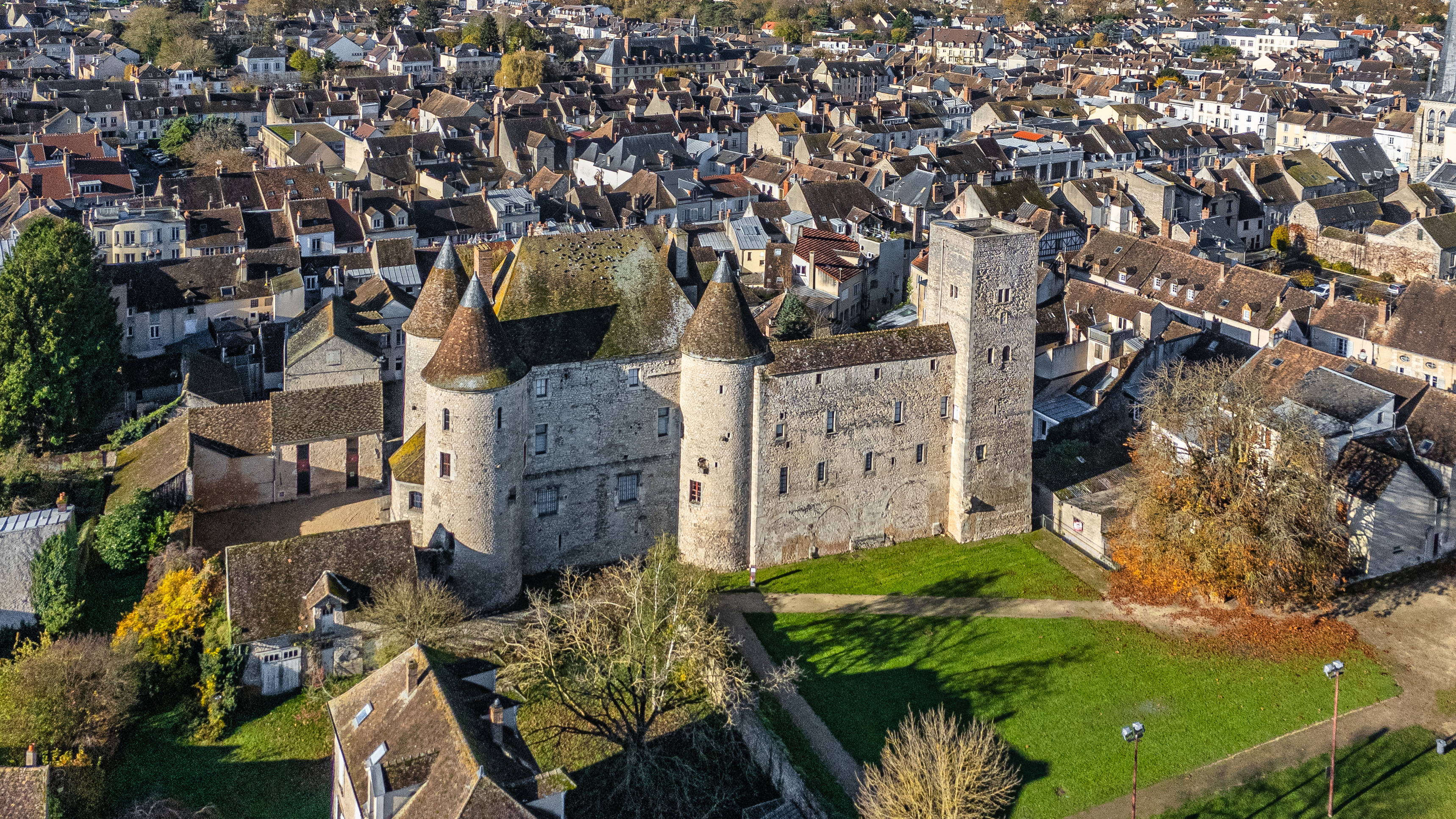
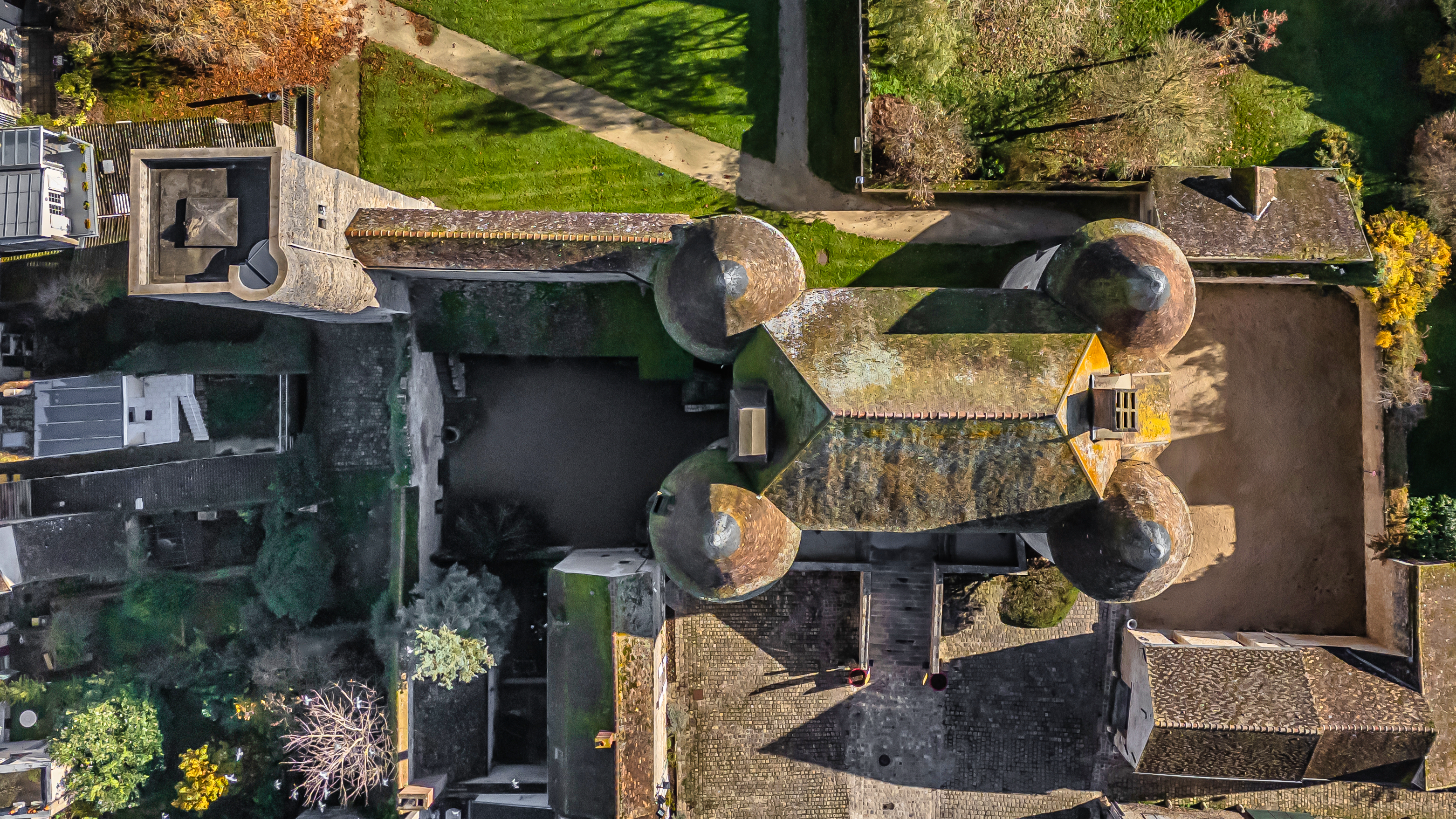
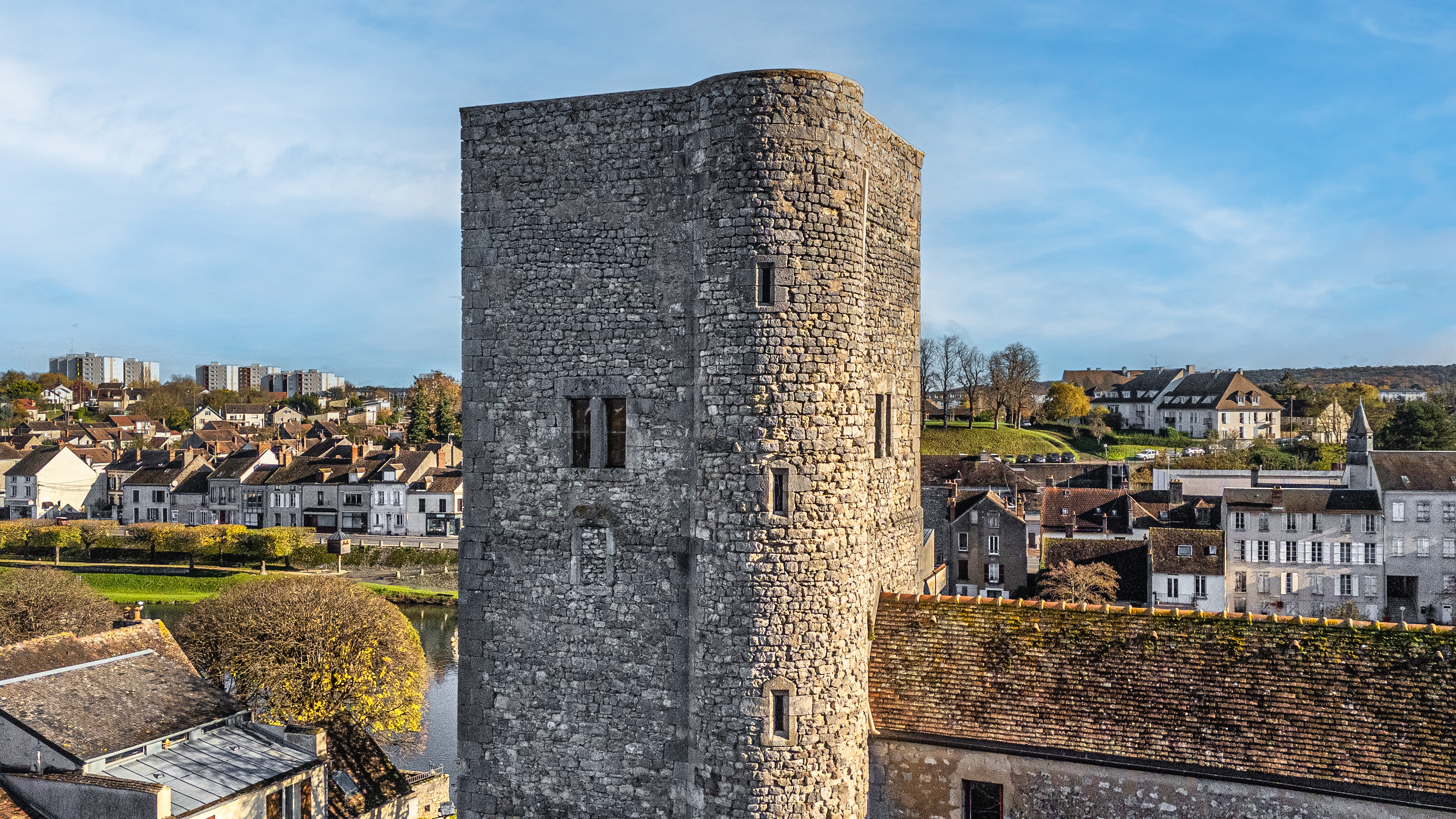
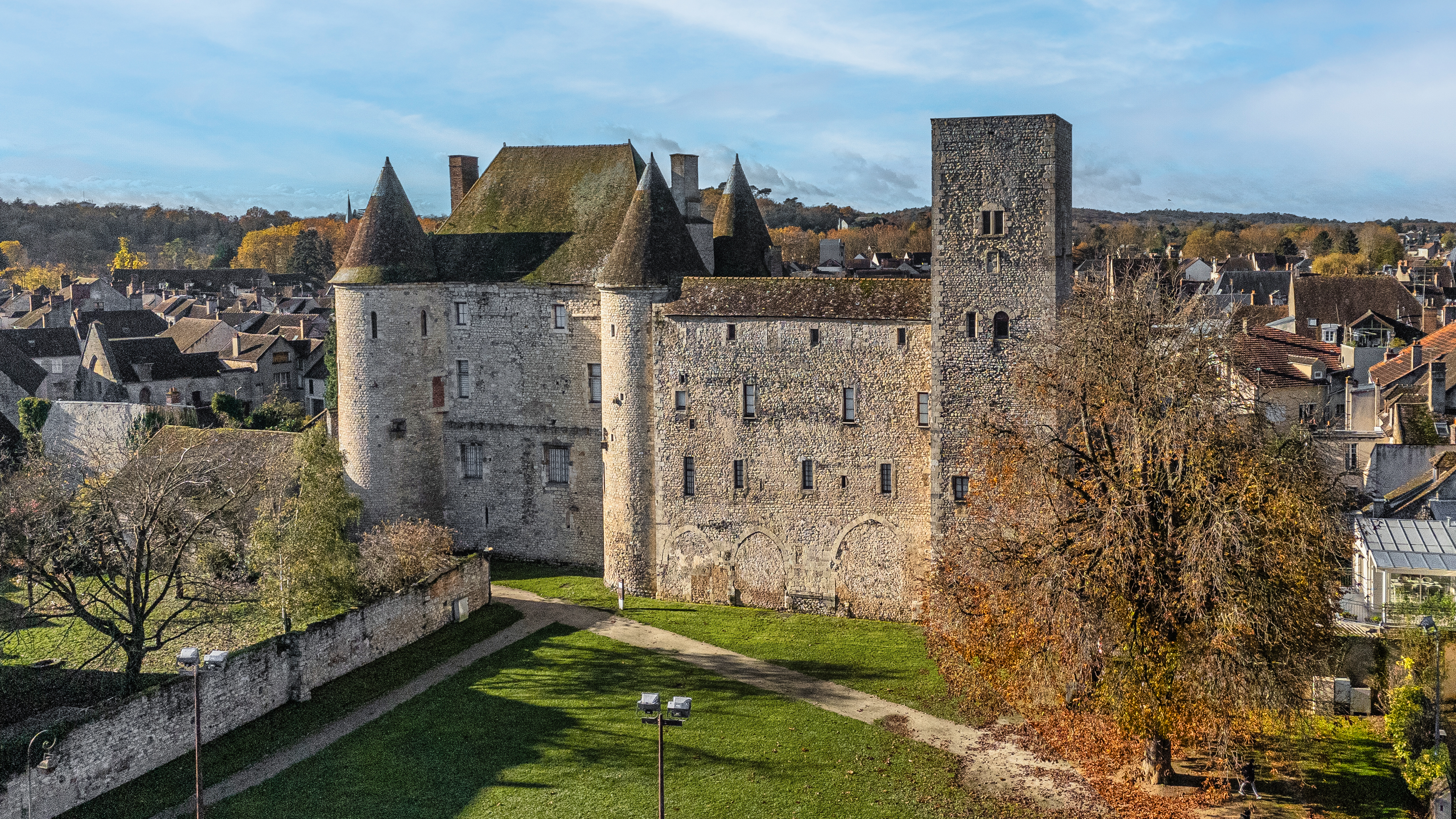
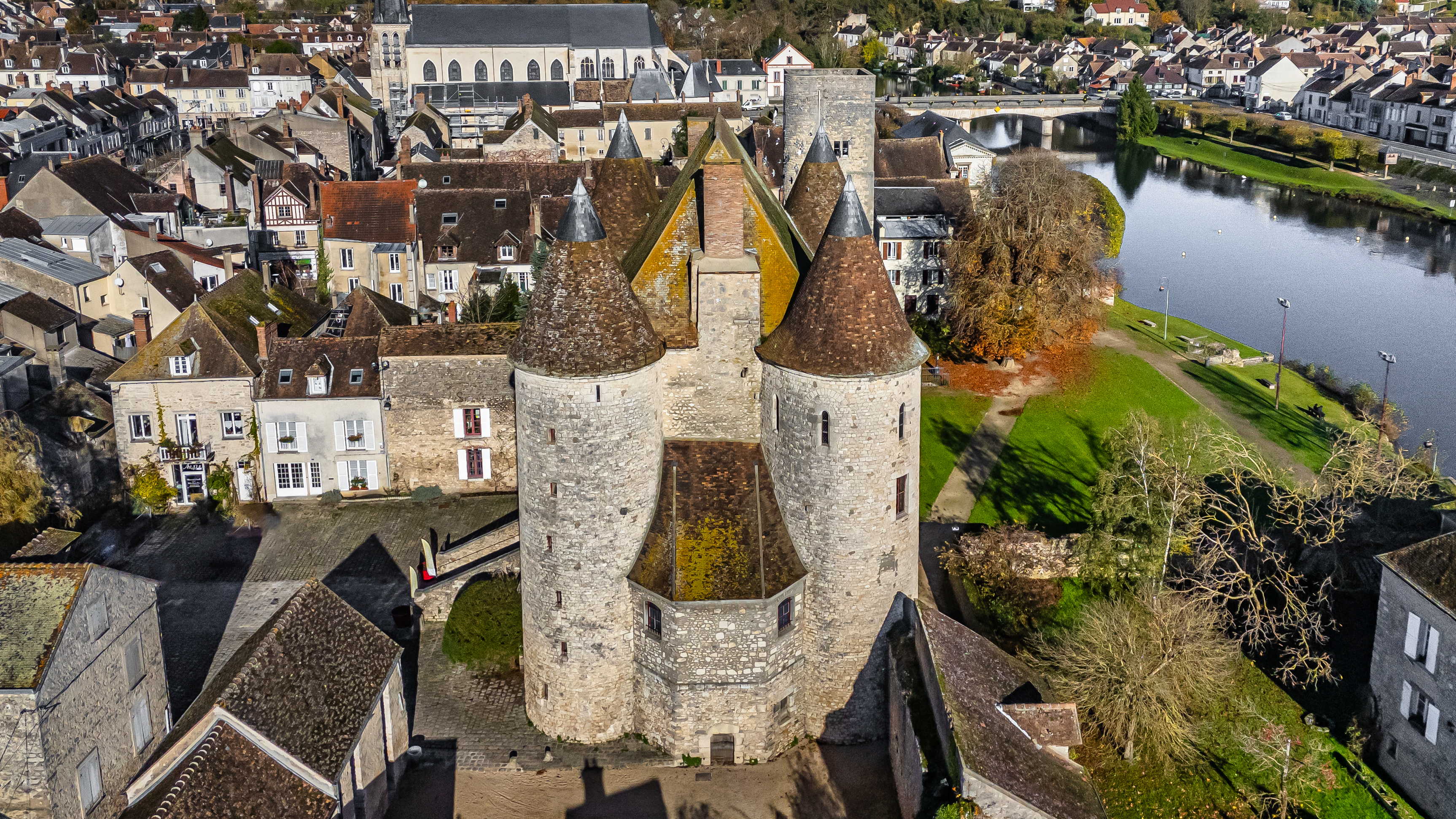

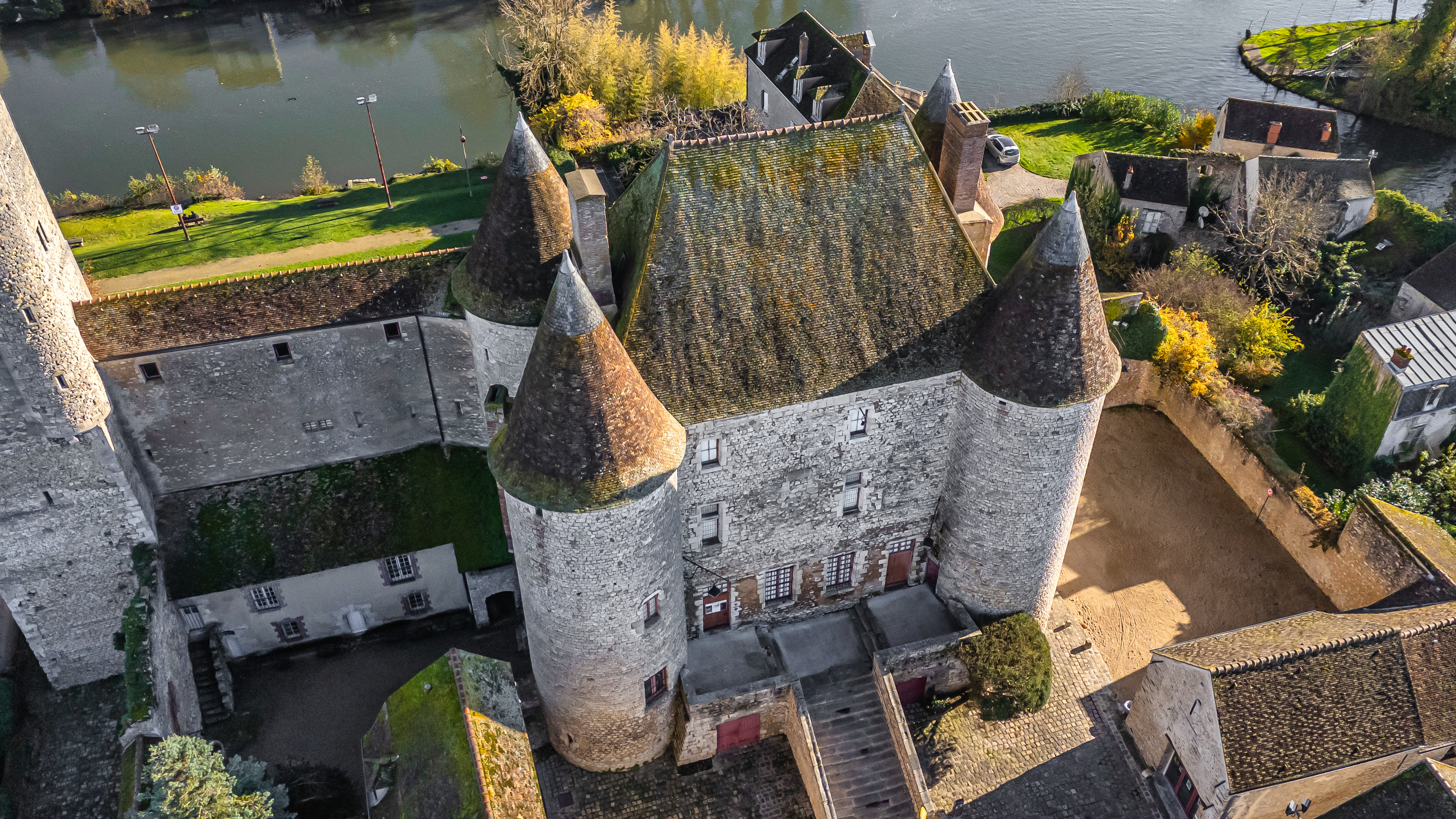
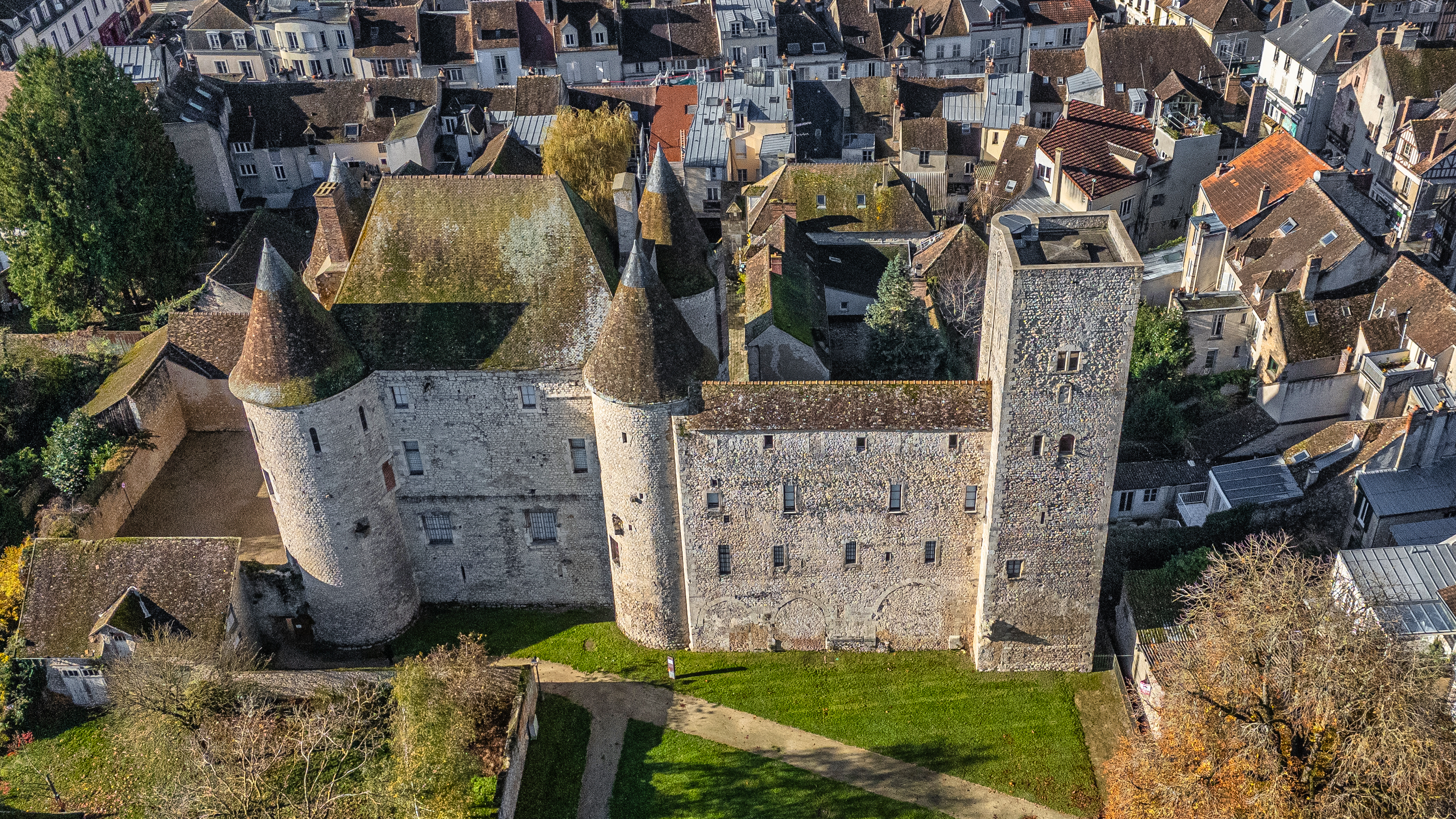
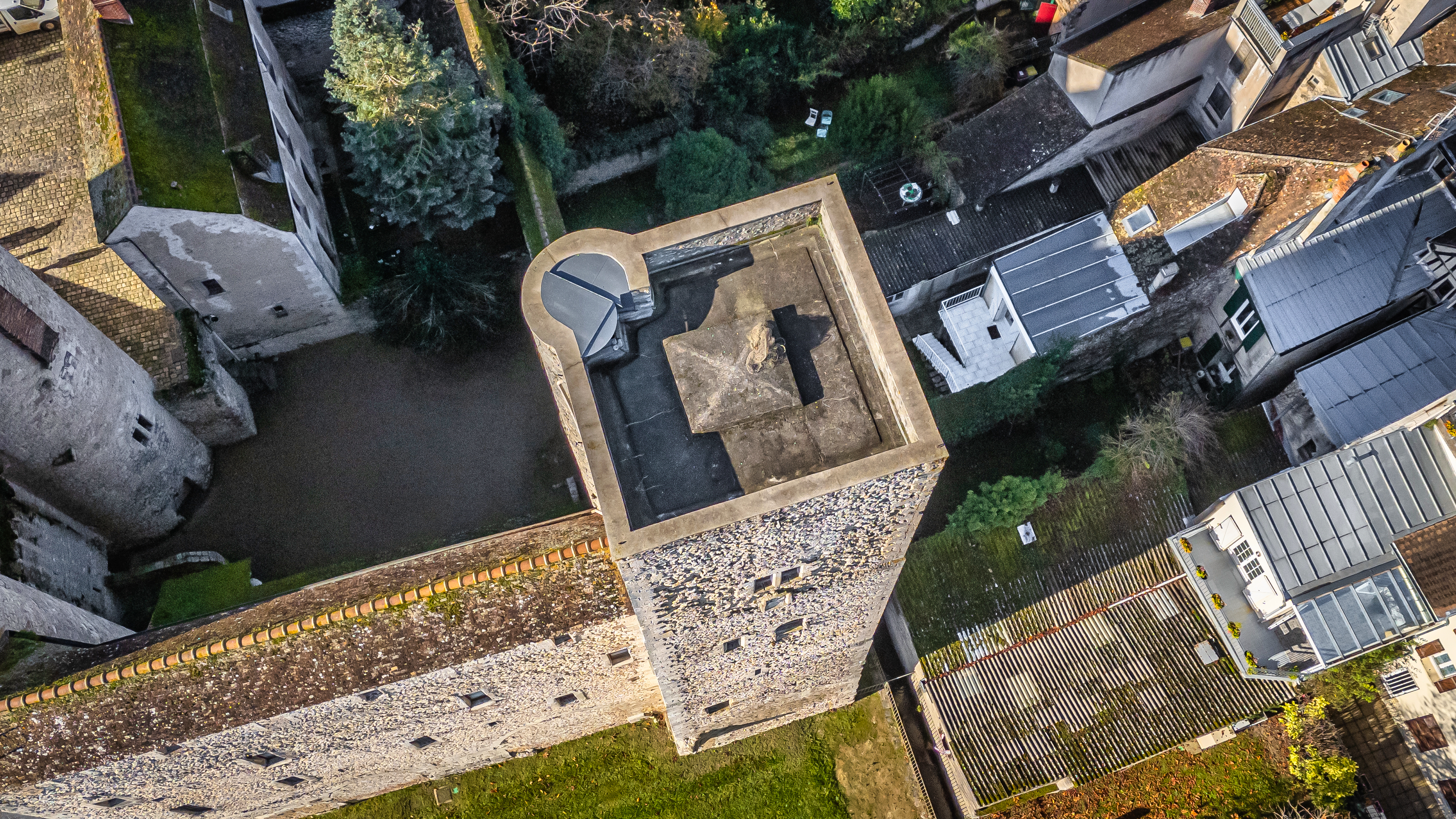
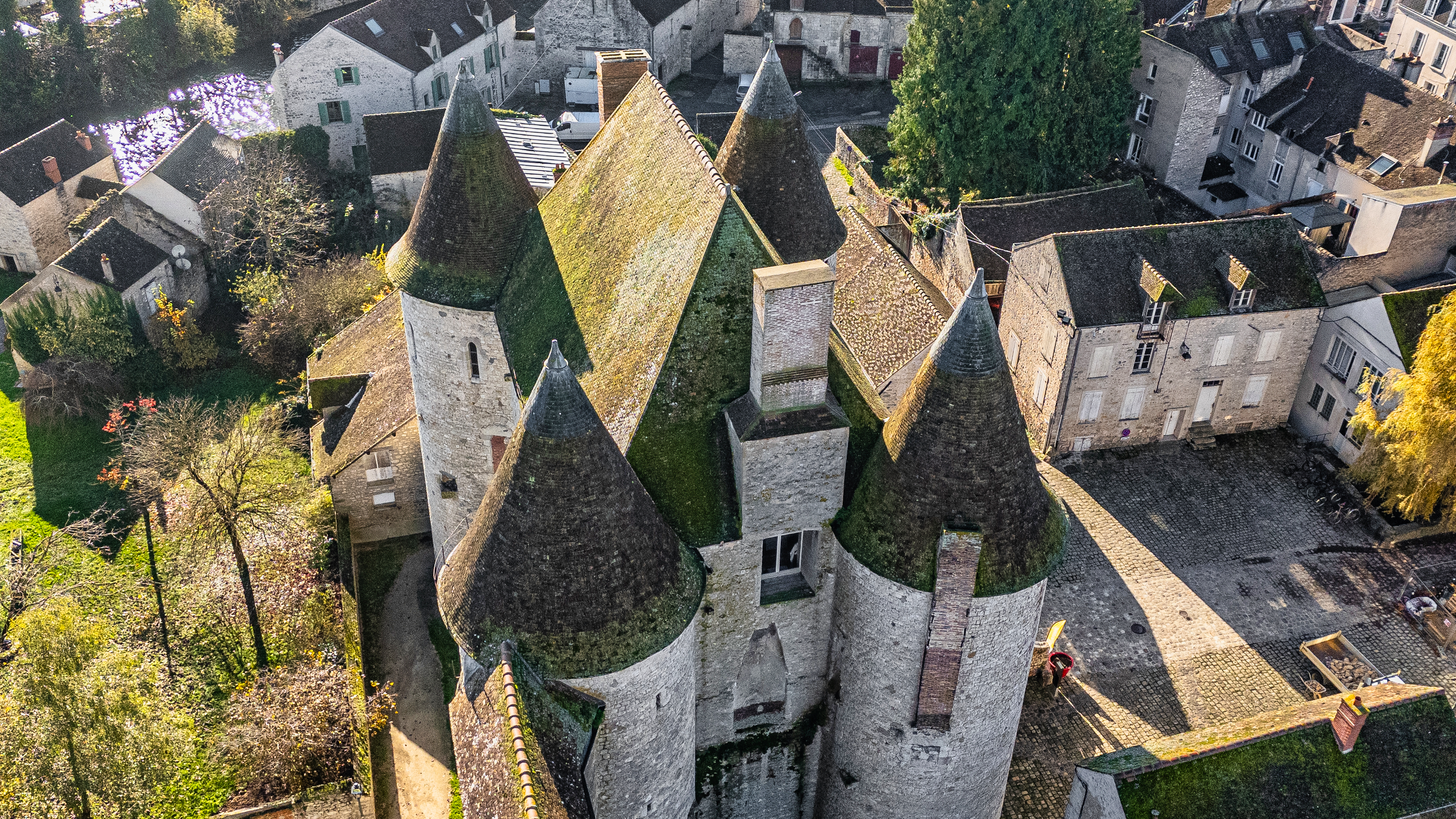
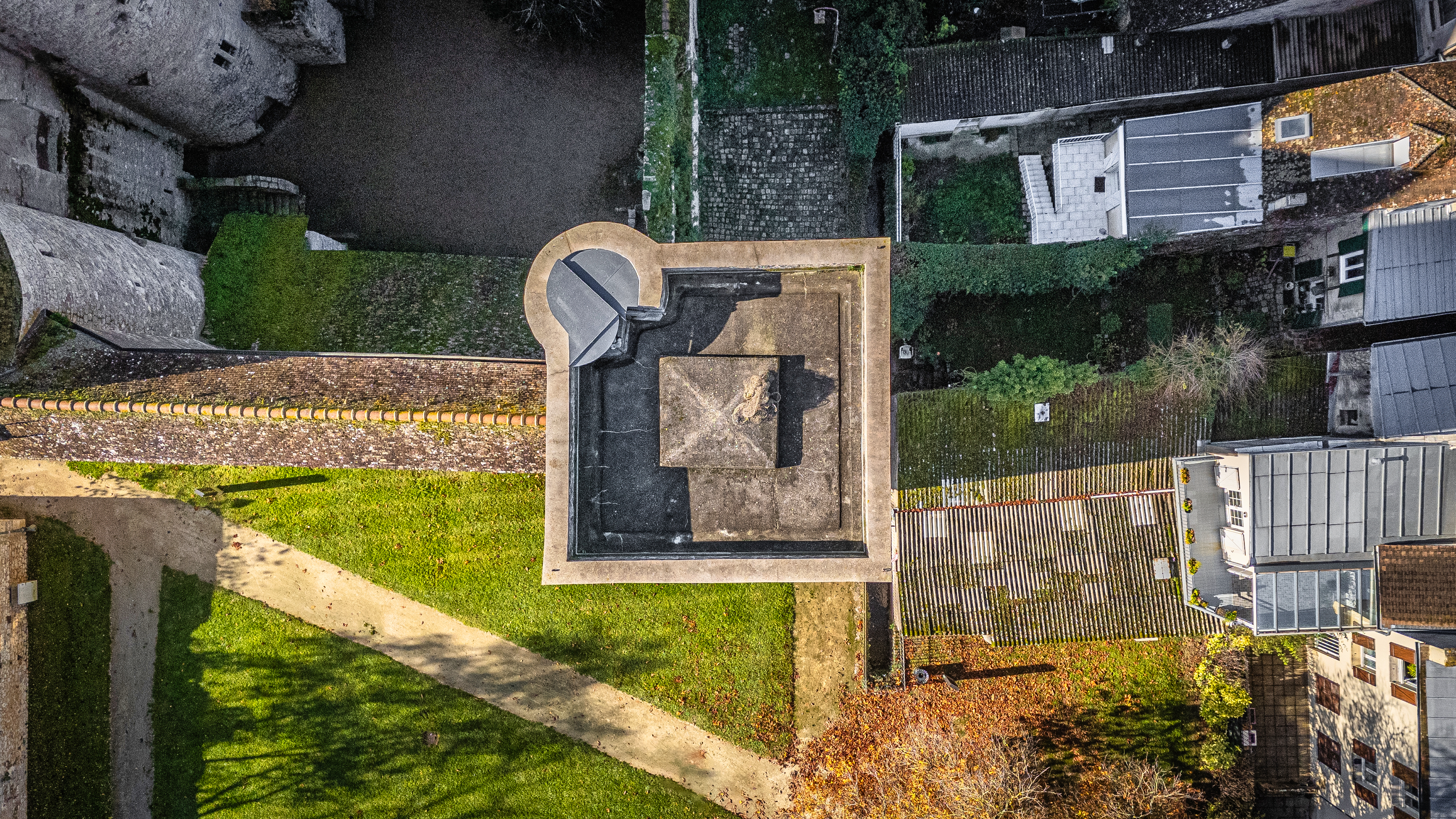